# ميس زغبي
ميس زغبي (الاسم العلمي: Celtis pubescens) هو نوع نباتي يتبع جنس الميس من فصيلة القنبية.